# Upper Kinsham
Upper Kinsham är en by i civil parish Kinsham, i grevskapet Herefordshire, i England. Byn är belägen 15 km från Leominster. Upper Kinsham var en civil parish fram till 1886 när blev den en del av Kinsham. Civil parish hade 64 invånare år 1881.